# Коцовский, Диму
Диму Коцовский (рум. Dimu Anatoli Kotsovsky) (1896—1965?) — геронтолог, врач, психолог, писатель. До второй мировой войны работал в Кишинёве, который в то время входил в состав королевства Румыния.
Коцовский начал активную деятельность по исследованию старения и привлечения к этой проблеме внимания в начале 1920-х годов. К примеру, в 1925 году была напечатана его книга «Проблема старения» на русском языке. А в 1929 в американском научном журнале была опубликована статья The origin of senility (можно перевести как «Причины старческой хрупкости», оригинал Genezis Starosti предположительно создан в 1923). Коцовский писал на немецком, французском, английском, румынском, итальянском и русском языках. Использовал подход «каталогизации», систематизируя существовавшие тогда знания и теории. Вопреки большинству исследователей старения того времени, которые пытались решить проблему с помощью некой одной операции или воздействуя только на одну систему органов, Коцовский исходил из позиции, что никакого одного «магического средства» для борьбы со старением не достаточно, и чтобы понять процесс старения и что-то ему противопоставить, необходимо объединить массивную коллекцию знаний из различных сфер, связанных с биомедициной. В связи с этим Коцовского можно назвать одним из первопроходцев междисциплинарного подхода в борьбе со старением.
В 1933 году Диму Коцовский на собственные средства организовал и поддерживал первый в мире институт по изучению старения и борьбы с ним (рум. Institutul Pentru Studierea si Combaterea Batranetii, нем. Institut für Altersforschung und Altersbekämpfung, англ. Institute for The Study and Combat of Aging). Впоследствии данный институт был признан румынским правительством. Почётными членами института стали биохимики Эмиль Абдергальден и Казимеж Функ, врачи Max Bürger и Эйген Штейнах, философ Освальд Шпенглер, нобелевский лауреат по физиологии и медицине Ханс Шпеман, нобелевский лауреат по химии Теодор Сведберг и ещё около 80 других известных в то время учёных со всего мира, включая СССР, Южную Америку и Японию.
В 1936 году Коцовский основал первый европейский (и западный) журнал, посвящённый темам старения и долголетия. В первый год он выходил в виде «отчётов института» (нем. Monatsberichte), а в 1937 получил название нем. Altersprobleme: Zeitschrift für Internationale Altersforschung und Altersbekämpfung (англ. "Problems of Aging: Journal for the International Study and Combat of Aging"). Материалы в журнале в основном печатались на немецком языке, в меньшей степени на французском и английском. Журнал имел междисциплинарный подход и содержал самые разные материалы, связанные с исследованием различных сторон старения.
По мнению некоторых экспертов, благодаря работам Диму Коцовского, а также смежным работам лабораторий его коллег Георге Маринеску и Григорию Бенетато, существовавшее в то время королевство Румыния имеет право быть названным одной из ведущих стран в области исследования старения в 1930-е годы.
В 1940 году, как следствие подписания пакта Молотова — Риббентропа, Румыния была вынуждена уступить СССР часть своей территории, включая Кишинёв, где была образована Молдавская ССР. Новыми властями институт Коцовского был закрыт. Институт восстановил работу, когда после начала второй мировой войны Кишинёв был занят силами стран «оси». Коцовский продолжал активную научную деятельность и в ходе второй мировой войны. В это время он печатал свои работы в основном в немецких и австрийских научных журналах.
В 1944 году Коцовский переехал жить в Мюнхен (Западная Германия), где после завершения войны продолжил свою деятельность. Свои последние книги Коцовский издал в 1960 году. В этот период его работы стали сдвигаться в направлении гериатрии, а в публикуемых книгах всё большее место занимала философия. К примеру, он рассуждал о том, что цивилизация с одной стороны уменьшает продолжительность жизни (вследствие уменьшения качества продуктов и экологической обстановки, увеличение неопределённости и стрессовости жизни), а с другой стороны увеличивает её (улучшение медицины и превентивных средств гигиены). Диму Коцовский указывал на различные проблемы, которые порождает цивилизация, где эволюционный отбор уже идёт не по положительным признакам людей. И заключал, что трагедию современной ситуации человечества может решить только то, что эту ситуацию и породило — наука и технологии.
Год его смерти остаётся под вопросом.